# Tokyo Ravens
Tokyo Ravens (東京レイヴンズ, Tōkyō Reivunzu) est une série de light novels japonais écrite par Kōhei Azano et illustrée par Sumihei. Fujimi Shobo a publié le premier volume en mai 2010 sous la marque de publication Fujimi Fantasia Bunko. Une adaptation manga voit le jour en décembre 2010, suivi d’une adaptation en série télévisée d’animation par le studio 8-Bit dès octobre 2013,. Les droits de licence sont détenus par NBCUniversal Entertainment Japan et Funimation respectivement pour le Japon et l’Amérique du Nord. Le 29 octobre 2014, Kadokawa Shoten a commencé la publication des volumes du manga anglais sur BookWalker, leur boutique officielle de eBook.

## Synopsis
La magie onmyō est une magie ancestrale qui a notamment été utilisée par les forces japonaises durant la Seconde Guerre mondiale. À la veille de la défaite, l’armée sollicite le grand onmyōji, Yakou Tsuchimikado, dans l’espoir de renverser à nouveau la situation. Ce dernier exécute alors un rituel complexe de manipulation des âmes qui échoue (en apparence), causant toute une série de catastrophes surnaturelles dans la zone de Tokyo. Cet événement, qui sera connu plus tard sous le nom de « Grand Désastre Spirituel », conduira à la création du Bureau d’Onmyō dont le but officiel est la purification des désastres spirituels survenant depuis lors. 

Les années passant, l’onmyō devient plus moderne et plus simple, bien qu’elle ne soit pas accessible à tous, comme c’est le cas pour le jeune Harutora. Malgré son appartenance à un ancien clan d’onmyoji, Harutora ne peut ni voir les esprits ni ressentir la force spirituelle. Il n’a par ailleurs aucune intention de devenir onmyoji et n’aspire qu’à une vie normale et paisible. Du moins, c’est ce qu’il prévoyait jusqu’à ce qu’un membre du Bureau d’Onmyō débarque soudainement à la recherche de son amie d’enfance, Natsume, talentueuse élève onmyoji et héritière de la branche principale de la famille Tschuchimikado. Se remémorant une promesse faite à Natsume lorsqu’ils étaient enfants, Harutora décide finalement de devenir le shikigami de la jeune fille et de l’accompagner à l’Académie d’Onmyō, non conscient de la vérité qui se cache derrière son incapacité à utiliser la magie spirituelle…

## Personnages
Harutora Tsuchimikado (土御門 春虎, Tsuchimikado Harutora)
Voix japonaise : Kaito Ishikawa, Risa Taneda (jeune)
Descendant du légendaire Abe no Seimei et fils d’un grand docteur onmyō, Harutora est connu comme étant l’héritier de la branche secondaire de la famille Tsuchimikado. Autrefois, il fait une promesse à Natsume comme quoi il deviendrait son shikigami et la protégerait. Mis à part son amie d’enfance, Harutora a deux autres amis qu’il fréquente au quotidien : Tōji et Hokuto. Cette dernière est celle qui lui a suggéré de devenir onmyōji malgré ses inaptitudes générales dans le domaine spirituel. La mort brusque de Hokuto est un des éléments qui poussera Harutora à devenir le familier de Natsume, déclenchant ainsi le processus qui le conduira à découvrir ses véritables origines.
Natsume Tsuchimikado (土御門 夏目, Tsuchimikado Natsume)
Voix japonaise : Kana Hanazawa
L’héritière de la branche principale de la famille Tsuchimikado. Elle étudie à l’Académie d’Onmyō de Tokyo. Là-bas, conformément à la tradition, elle doit se présenter comme un garçon en présence des autres familles d’onmyōji. En plus de la lourde responsabilité que lui confère son statut d’héritière, Natsume doit également supporter le poids des rumeurs qui pèsent sur elle depuis sa naissance. Il est dit que le fils de la branche principale du clan Tsuchimikado serait la réincarnation de Yakou, l’onmyōji de génie dont la réputation a engendré divers cultes chez ses fanatiques. Durant l’été, Natsume passe revoir Harutora, dans l’espoir que celui-ci se rappelle leur promesse.
Tōji Ato (阿刀 冬児, Ato Tōji)
Voix japonaise : Ryōhei Kimura (en)
Un ancien délinquant. C’est le meilleur ami de Harutora au lycée. Lors d’un désastre spirituel d’origine terroriste survenu deux ans auparavant, Tōji s’est fait attaquer par un ogre qui possède encore partiellement son esprit en dépit des soins apportés par le père de Harutora. Étant doté de pouvoirs spirituels et pouvant voir les esprits, Tōji rejoint son ami à l’Académie d’Onmyō, non seulement pour le soutenir mais aussi pour trouver une solution à son propre problème de possession.
Suzuka Dairenji (大連寺 鈴鹿, Dairenji Suzuka)
Voix japonaise : Ayane Sakura
La plus jeune des douze généraux divins (membres les plus puissants du Bureau d’Onmyō). Elle a effectué de nombreuses recherches sur Yakou Tsuchimikado ainsi que sur le rituel du Taizan Fukun afin de ressusciter son frère. Son shikigami a involontairement causé la mort de Hokuto. Malgré la tentative de répression du Bureau d’Onmyō, elle a bien failli mener son projet à bien jusqu’à ce que Natsume et Harutora ne l’arrêtent. Plus tard, Suzuka sera transférée à l’Académie d’Onmyō pour y purger sa peine, ses pouvoirs étant temporairement et partiellement scellés.
Kyōko Kurahashi (倉橋 京子, Kurahashi Kyōko)
Voix japonaise : Eri Kitamura
La petite fille de la directrice de l’Académie d’Onmyō et héritière de la famille Kurahashi. Elle fait partie des élèves les plus doués de l’académie et possède deux shikigami de classe Yaksha, sorte de guerriers en armure. Au début, Kyōko se montre très hostile envers Harutora car elle pense que celui-ci a usé de son nom de famille pour intégrer l’académie en plein milieu de l’année. Ce n’est qu’en découvrant la véritable identité de Natsume que Kyōko se rendra compte que Harutora représente bien plus à ses yeux qu’elle ne pourrait le croire.
Tenma Momoe (百枝 天馬, Momoe Tenma)
Voix japonaise : Hiro Shimono
Un camarade de classe qui devient ami avec Harutora et Toji dès le premier jour de leur arrivée. Il est le fils d’une prestigieuse famille d’onmyōji ayant révolutionné la création et l’utilisation des shikigami. Bien que timide et peureux de nature, Tenma est toujours présent au moment où ses amis ont besoin d’aide.

## Production et supports

### Light novel
Tokyo Ravens est composée de seize volumes auxquels s’ajoutent quatre volumes supplémentaires qui constituent une série de d'histoires annexes nommée Tokyo Raven EX et publiée en parallèle de l’histoire principale. Le premier volume de la série principale a été publié le 20 mai 2010 tandis que le dernier en date est sorti le 20 octobre 2018.

#### Liste des volumes de la série principale
| no | Japonais                                           | Japonais          | Japonais      |
| no | Titre                                              | Date de sortie    | ISBN          |
| -- | -------------------------------------------------- | ----------------- | ------------- |
| 1  | ＳＨＡＭＡＮ＊ＣＬＡＮ                             | 20 mai 2010       | 9784040710020 |
| 2  | ＲＡＶＥＮ゛ｓ ＮＥＳＴ                            | 18 septembre 2010 | 9784040710037 |
| 3  | ｃＨＩｍＡｉｒＡ ＤａｎＣＥ                        | 18 décembre 2010  | 9784040710051 |
| 4  | ＧＩＲＬ ＲＥＴＵＲＮ ＆ ｄａｙｓ ｉｎ ｎｅｓｔ Ｉ | 20 mai 2011       | 9784040710068 |
| 5  | ｄａｙｓ ｉｎ ｎｅｓｔ ＩＩ ＆ ＧＩＲＬ ＡＧＡＩＮ | 20 juillet 2011   | 9784040710167 |
| 6  | Ｂｌａｃｋ Ｓｈａｍａｎ ＡＳＳＡＵＬＴ             | 20 octobre 2010   | 9784040710174 |
| 7  | ＿ＤＡＲＫＮＥＳＳ＿ＥＭＥＲＧＥ＿                 | 19 mai 2012       | 9784040710211 |
| 8  | ｏｖｅｒ－ｃｒｙ                                   | 20 octobre 2012   | 9784040710228 |
| 9  | ｔｏ Ｔｈｅ ＤａｒｋＳｋｙ                         | 19 mars 2013      | 9784040710235 |
| 10 | ＢＥＧＩＮＳ／ＴＥＭＰＬＥ                         | 19 octobre 2013   | 9784047129115 |
| 11 | ｃｈａｎｇｅ：ｕｎｃｈａｎｇｅ                     | 19 avril 2014     | 9784040700878 |
| 12 | Ｊｕｎｃｔｉｏｎ ｏｆ ＳＴＡＲｓ                   | 20 novembre 2014  | 9784040701394 |
| 13 | COUNT>DOWN                                         | 20 mars 2015      | 9784040705248 |
| 14 | EMPEROR.ADVENT                                     | 19 décembre 2015  | 9784040705255 |
| 15 | ShamaniC DawN                                      | 20 septembre 2017 | 9784040705262 |
| 16 | [RE]incarnation                                    | 20 octobre 2018   | 9784040727295 |

#### Liste desside stories
| no  | Japonais                     | Japonais          | Japonais      |
| no  | Titre                        | Date de sortie    | ISBN          |
| --- | ---------------------------- | ----------------- | ------------- |
| EX1 | ｐａｒｔｙ ｉｎ ｎｅｓｔ     | 20 juillet 2013   | 9784040710242 |
| EX2 | ｓｅａｓｏｎｓ ｉｎ ｎｅｓｔ | 20 février 2014   | 9784040700304 |
| EX3 | memories in nest             | 19 septembre 2015 | 9784040705231 |
| EX4 | twelve shamans               | 20 août 2016      | 9784040720579 |

### Manga
L’adaptation manga est divisée en 6 séries : une qui suit l’histoire principale telle qu’elle est décrite dans le light novel, les autres qui sont soit des side stories soit des spin-offs centrés sur divers personnages de la série. Tokyo Ravens (la série principale) a été écrit et illustré par Suzumi Atsuhi, puis publié entre Noël 2010 et septembre 2017 dans le Shōnen Ace
 édité par Kadokawa Shoten. 

#### Liste des volumes de la série principale
| no | Japonais          | Japonais      |
| no | Date de sortie    | ISBN          |
| -- | ----------------- | ------------- |
| 1  | 22 décembre 2010  | 9784047155824 |
| 2  | 23 février 2011   | 9784047156234 |
| 3  | 22 juillet 2011   | 9784047157361 |
| 4  | 24 janvier 2012   | 9784041200988 |
| 5  | 21 juin 2012      | 9784041202951 |
| 6  | 23 octobre 2012   | 9784041204900 |
| 7  | 24 septembre 2013 | 9784041208373 |
| 8  | 26 novembre 2013  | 9784041209158 |
| 9  | 26 juin 2014      | 9784041210598 |
| 10 | 25 novembre 2014  | 9784041022245 |
| 11 | 26 mars 2015      | 9784041028742 |
| 12 | 26 février 2016   | 9784041039250 |
| 13 | 26 septembre 2016 | 9784041046777 |
| 14 | 25 février 2017   | 9784041053409 |
| 15 | 26 septembre 2017 | 9784041059944 |

#### Liste desside stories
Les side stories tout comme les spin-offs sont cette fois-ci repris par Azano Kōhei mais illustrés par des dessinateurs différents. Les side stories sont toutes publiées dans des magazines édités Fujimi Shobo : 
- Tokyo Ravens : Tokyo Fox est illustré par COMTA et publié dans le magazine Age Premium. On y retrouve Kon, un des deux familiers de Harutora[15].
- Tokyo Ravens : Girls Photograph est illustré Koji Yokoyama par et publié dans le magazine Dragon Age. Le quotidien des personnages féminins de la série y est décrit[16].
- Tokyo Ravens : Another x Holiday est illustré par Yurino Tsukigase et publié dans le magazine Milefeui. Le quotidien des personnages masculins de la série y est décrit[17].

| no | Japonais                                         | Japonais         | Japonais      |
| no | Titre                                            | Date de sortie   | ISBN          |
| -- | ------------------------------------------------ | ---------------- | ------------- |
|    | 東京レイヴンズ 東京フォックス                    | 6 juin 2012      | 9784047128019 |
|    | 東京レイヴンズ ‐Ｇｉｒｌｓ Ｐｈｏｔｏｇｒａｐｈ‐ | 9 juin 2014      | 9784040701875 |
|    | 東京レイヴンズ ＡＮＯＴＨＥＲ×ｈｏｌｉｄａｙ     | 20 novembre 2014 | 9784040703428 |

#### Liste desspin-offs
Tokyo Ravens : Red and White est illustré par Azumi Mochizuki et publié dans le Dragon Ace, toujours par le même éditeur. Le protagoniste de l’histoire doit intégrer une classe exclusivement composée de fille en raison de ses capacités spéciales. Tokyo Ravens : Sword of Song est dessiné par Ran Kuze et cette fois-ci publié dans le Shōnen Rival édité par Kōdansha. On suit les aventures de Yūka Kinobe (紀之部夕佳), une miko aux allures de rebelle, et de Akito Yakumo (八雲暁兎), un métis de sang allemand et japonais.

##### Tokyo Ravens: Red and White
| no | Japonais       | Japonais      |
| no | Date de sortie | ISBN          |
| -- | -------------- | ------------- |
| 1  | 9 octobre 2013 | 9784047129078 |
| 2  | 9 janvier 2014 | 9784047129962 |

##### Tokyo Ravens: Sword of Song
| no | Japonais         | Japonais          |
| no | Date de sortie   | ISBN              |
| -- | ---------------- | ----------------- |
| 1  | 4 mars 2014      | 978-4-06-381311-1 |
| 2  | 4 juillet 2014   | 978-4-06-381330-2 |
| 3  | 4 novembre 2014  | 978-4-06-381343-2 |
| 4  | 16 octobre 2015  | 978-4-06-381345-6 |
| 5  | 17 novembre 2015 | 978-4-06-381346-3 |

### Anime
Une adaptation animée a été diffusée au Japon du 6 octobre 2013 au 26 mars 2014, produite par le studio 8-Bit et réalisée par Takaomi Kanasaki. L'anime couvre les tomes 1 à 9 du light novel à l'exception de quelques histoires courtes présentes dans les volumes 4 et 5. En ce qui concerne la musique, le premier générique d'ouverture est X-encounter par Maon Kurosaki et le premier générique de fin est Kimi ga Emu Yūgure (君 が 笑 む 夕 暮 れ) par Yoshino Nanjō (en). Le deuxième générique d'ouverture est Outgrow par Gero et le second générique de fin est Break a spell par Mami Kawada.

### Source
- (en) Cet article est partiellement ou en totalité issu de l’article de Wikipédia en anglais intitulé « Tokyo Ravens » (voir la liste des auteurs).

1. ↑  (en) « 東京レイヴンズ (1) », kadokawa.co.jp, Kadokawa Group Publishing (consulté le 15 novembre 2012)
2. ↑  (en) « Tokyo Ravens Light Novels Have Anime In the Works », Anime News Network, 19 octobre 2012 (consulté le 15 novembre 2012)
3. ↑  (en) « 東京レイヴンズ (6) », kadokawa.co.jp, Kadokawa Group Publishing (consulté le 15 novembre 2012)
4. ↑  (ja) « Amazon.co.jp: 東京レイヴンズを観る ｜ Prime Video », sur amazon.jp (consulté le 10 mai 2019)
5. ↑  (en) « Tokyo Ravens (TV) - Anime News Networkfr-FR », sur animenewsnetwork.com (consulté le 10 mai 2019)
6. ↑  (en) « BOOK WALKER Global:TOKYO RAVENS｜ New Release: Page 1｜ KADOKAWA eBook Store - BookWalker », sur global.bookwalker.jp (consulté le 10 décembre 2015)
7. ↑  (en) « Tokyo Ravens EX - Novel Updates », sur novelupdates.com (consulté le 11 mai 2019)
8. ↑  (ja) « 東京レイヴンズ１ ＳＨＡＭＡＮ＊ＣＬＡＮ », sur fantasiabunko.jp (consulté le 11 mai 2019)
9. ↑  (ja) « 東京レイヴンズ１６ [RE]incarnation », sur fantasiabunko.jp (consulté le 11 mai 2019)
10. ↑  (ja) « Tokyo Ravens (Title) - MangaDex », sur mangadex.org (consulté le 11 mai 2019)
11. ↑  (ja) « 「東京レイヴンズ(1)」公式情報｜角川コミックス・エース », sur web-ace.jp (consulté le 11 mai 2019)
12. ↑  (ja) « 「東京レイヴンズ(15)」公式情報｜角川コミックス・エース », sur web-ace.jp (consulté le 11 mai 2019)
13. ↑  « Tokyo Ravens - Manga - Manga Sanctuary », sur manga-sanctuary.com (consulté le 11 mai 2019)
14. ↑  (en) « [Shōnen Ace] - Anime News Networkfr-FR », sur animenewsnetwork.com (consulté le 11 mai 2019)
15. ↑  (en) « Baka-Updates Manga - Tokyo Ravens - Tokyo Fox », sur mangaupdates.com (consulté le 11 mai 2019)
16. ↑  (en) « Baka-Updates Manga - Tokyo Ravens - Girls Photograph », sur mangaupdates.com (consulté le 11 mai 2019)
17. ↑  (en) « Baka-Updates Manga - Tokyo Ravens - Another x Holiday », sur mangaupdates.com (consulté le 11 mai 2019)
18. ↑  (en) « Baka-Updates Manga - Tokyo Ravens - Red and White », sur mangaupdates.com (consulté le 11 mai 2019)
19. ↑  (en) « Baka-Updates Manga - Tokyo Ravens - Sword of Song », sur mangaupdates.com (consulté le 11 mai 2019)
20. ↑  (en) « Tokyo Ravens - Baka-Tsuki », sur baka-tsuki.org (consulté le 11 mai 2019)
21. ↑  (en) « Anime Lyrics dot Com - X-encounter - Tokyo Ravens - Anime », sur animelyrics.com (consulté le 11 mai 2019)
22. ↑  (en) « Anime Lyrics dot Com - Kimi ga Emu Yuugure - Your Smile in the Sunset - Tokyo Ravens - Anime », sur animelyrics.com (consulté le 11 mai 2019)
23. ↑  (en) « Anime Lyrics dot Com - ~Outgrow~ - Tokyo Ravens - Anime », sur animelyrics.com (consulté le 11 mai 2019)
24. ↑  (en) « Anime Lyrics dot Com - Break a spell - Tokyo Ravens - Anime », sur animelyrics.com (consulté le 11 mai 2019)

### Œuvres
Light novel
Issu de (ja) « 検索結果一覧 | KADOKAWA », sur kadokawa.co.jp (consulté le 11 mai 2019)
Histoire principale
1. 1 2  « 東京レイヴンズ１ ＳＨＡＭＡＮ＊ＣＬＡＮ あざの　耕平：ライトノベル »
2. 1 2  « 東京レイヴンズ２ ＲＡＶＥＮ゛ｓ　ＮＥＳＴ あざの　耕平：ライトノベル »
3. 1 2  « 東京レイヴンズ３ ｃＨＩｍＡｉｒＡ　ＤａｎＣＥ あざの　耕平：ライトノベル »
4. 1 2  « 東京レイヴンズ４ ＧＩＲＬ　ＲＥＴＵＲＮ　＆　ｄａｙｓ　ｉｎ　ｎｅｓｔ　Ｉ あざの　耕平：ライトノベル »
5. 1 2  « 東京レイヴンズ５ ｄａｙｓ　ｉｎ　ｎｅｓｔ　ＩＩ　＆　ＧＩＲＬ　ＡＧＡＩＮ あざの　耕平：ライトノベル »
6. 1 2  « 東京レイヴンズ６ Ｂｌａｃｋ　Ｓｈａｍａｎ　ＡＳＳＡＵＬＴ あざの　耕平：ライトノベル »
7. 1 2  « 東京レイヴンズ７ ＿ＤＡＲＫＮＥＳＳ＿ＥＭＥＲＧＥ＿ あざの　耕平：ライトノベル »
8. 1 2  « 東京レイヴンズ８ ｏｖｅｒ－ｃｒｙ あざの　耕平：ライトノベル »
9. 1 2  « 東京レイヴンズ９ ｔｏ　Ｔｈｅ　ＤａｒｋＳｋｙ あざの　耕平：ライトノベル »
10. 1 2  « 東京レイヴンズ１０ ＢＥＧＩＮＳ／ＴＥＭＰＬＥ あざの　耕平：ライトノベル »
11. 1 2  « 東京レイヴンズ１１ ｃｈａｎｇｅ：ｕｎｃｈａｎｇｅ あざの　耕平：ライトノベル »
12. 1 2  « 東京レイヴンズ１２ Ｊｕｎｃｔｉｏｎ　ｏｆ　ＳＴＡＲｓ あざの　耕平：ライトノベル »
13. 1 2  « 東京レイヴンズ１３ COUNT>DOWN あざの　耕平：ライトノベル »
14. 1 2  « 東京レイヴンズ１４ EMPEROR.ADVENT あざの　耕平：ライトノベル »
15. 1 2  « 東京レイヴンズ１５ ShamaniC DawN あざの　耕平：ライトノベル »
16. 1 2  « 東京レイヴンズ１６ [RE]incarnation あざの　耕平：ライトノベル »

Histoires annexes
1. 1 2  « 東京レイヴンズＥＸ１ ｐａｒｔｙ　ｉｎ　ｎｅｓｔ あざの　耕平：ライトノベル »
2. 1 2  « 東京レイヴンズＥＸ２ ｓｅａｓｏｎｓ　ｉｎ　ｎｅｓｔ あざの　耕平：ライトノベル »
3. 1 2  « 東京レイヴンズEX3 memories in nest あざの　耕平：ライトノベル »
4. 1 2  « 東京レイヴンズEX4 twelve shamans あざの　耕平：ライトノベル »

Manga
Issu de (ja) « 検索結果一覧 | KADOKAWA », sur kadokawa.co.jp (consulté le 11 mai 2019)
Série principale
1. 1 2  « 東京レイヴンズ　（１） 鈴見　敦：コミック »
2. 1 2  « 東京レイヴンズ　（２） 鈴見　敦：コミック »
3. 1 2  « 東京レイヴンズ　（3） 鈴見　敦：コミック »
4. 1 2  « 東京レイヴンズ　（4） 鈴見　敦：コミック »
5. 1 2  « 東京レイヴンズ　（5） 鈴見　敦：コミック »
6. 1 2  « 東京レイヴンズ　（6） 鈴見　敦：コミック »
7. 1 2  « 東京レイヴンズ　（7） 鈴見　敦：コミック »
8. 1 2  « 東京レイヴンズ　（8） 鈴見　敦：コミック »
9. 1 2  « 東京レイヴンズ　（9） 鈴見　敦：コミック »
10. 1 2  « 東京レイヴンズ　（10） 鈴見　敦：コミック »
11. 1 2  « 東京レイヴンズ　（11） 鈴見　敦：コミック »
12. 1 2  « 東京レイヴンズ　（12） 鈴見　敦：コミック »
13. 1 2  « 東京レイヴンズ　（13） 鈴見　敦：コミック »
14. 1 2  « 東京レイヴンズ　（14） 鈴見　敦：コミック »
15. 1 2  « 東京レイヴンズ　（15） 鈴見　敦：コミック »

Side stories
1. 1 2  « 東京レイヴンズ　東京フォックス ＣＯＭＴＡ：コミック »
2. 1 2  « 東京レイヴンズ　‐Ｇｉｒｌｓ　Ｐｈｏｔｏｇｒａｐｈ‐ 横山　コウヂ：コミック »
3. 1 2  « 東京レイヴンズ　ＡＮＯＴＨＥＲ×ｈｏｌｉｄａｙ 月ヶ瀬　ゆりの：コミック »

Spin-offs
Tokyo Ravens : Red and White
Issu de (ja) « 検索結果一覧 », sur kadokawa.co.jp (consulté le 11 mai 2019)
1. 1 2  « 東京レイヴンズ　ＲＥＤ　ＡＮＤ　ＷＨＩＴＥ　１ 望月　あづみ：コミック »
2. 1 2  « 東京レイヴンズ　ＲＥＤ　ＡＮＤ　ＷＨＩＴＥ　２ 望月　あづみ：コミック »

Tokyo Ravens : Sword of Song
Issu de (ja) « 「東京レイヴンズ　Ｓｗｏｒｄ　ｏｆ　Ｓｏｎｇ」既刊・関連作品一覧｜講談社コミックプラス », sur kc.kodansha.co.jp (consulté le 11 mai 2019)
1. 1 2  « 『東京レイヴンズ　Ｓｗｏｒｄ　ｏｆ　Ｓｏｎｇ（１）』（久世　蘭，あざの　耕平）｜講談社コミックプラス »
2. 1 2  « 『東京レイヴンズ　Ｓｗｏｒｄ　ｏｆ　Ｓｏｎｇ（２）』（久世　蘭，あざの　耕平）｜講談社コミックプラス »
3. 1 2  « 『東京レイヴンズ　Ｓｗｏｒｄ　ｏｆ　Ｓｏｎｇ（３）』（久世　蘭，あざの　耕平）｜講談社コミックプラス »
4. 1 2  « 『東京レイヴンズ　Ｓｗｏｒｄ　ｏｆ　Ｓｏｎｇ（４）』（久世　蘭，あざの　耕平）｜講談社コミックプラス »
5. 1 2  « 『東京レイヴンズ　Ｓｗｏｒｄ　ｏｆ　Ｓｏｎｇ（５）＜完＞』（久世　蘭，あざの　耕平）｜講談社コミックプラス »